# گئورگ پلاچک
گئورگ پلاچک* (George Placzek؛ زاده ۲۶ سپتامبر ۱۹۰۵ درگذشته ۹ اکتبر ۱۹۵۵) فیزیک‌دان اهل جمهوری چک بود.